# Borów (powiat Strzeliński)
Borów (Duits: Markt Bohrau) is een dorp in het Poolse woiwodschap Neder-Silezië, in het district Strzeliński. De plaats maakt deel uit van de gemeente Borów en telt 900 inwoners.